# 大相撲令和5年7月場所
大相撲令和5年7月場所（おおずもうれいわごねん7がつばしょ）は、2023年（令和5年）7月9日から7月23日までの15日間、愛知県名古屋市中区のドルフィンズアリーナ（愛知県体育館）で開催された大相撲本場所である。

## 概要
7月場所に関する時系列

## 番付・星取表
※赤文字は優勝力士の成績。

### 幕内
| 東方          | 東方       | 東方     | 番付   | 西方     | 西方      | 西方                 |
| 備考          | 成績       | 力士名   | 番付   | 力士名   | 成績      | 備考                 |
| ------------- | ---------- | -------- | ------ | -------- | --------- | -------------------- |
|               | 1勝3敗11休 | 照ノ富士 | 横綱   |          |           |                      |
|               | 全休       | 貴景勝   | 大関   | 霧島     | 6勝7敗2休 | 新大関               |
| 優勝 敢闘賞   | 12勝3敗    | 豊昇龍   | 関脇   | 大栄翔   | 9勝6敗    |                      |
|               |            |          | 関脇   | 若元春   | 9勝6敗    |                      |
| 敢闘賞        | 11勝4敗    | 琴ノ若   | 小結   | 阿炎     | 6勝9敗    | 再小結               |
| 殊勲賞        | 10勝5敗    | 錦木     | 前頭1  | 翔猿     | 9勝6敗    |                      |
|               | 6勝9敗     | 正代     | 前頭2  | 御嶽海   | 3勝12敗   |                      |
|               | 4勝11敗    | 翠富士   | 前頭3  | 明生     | 8勝7敗    |                      |
|               | 8勝4敗3休  | 朝乃山   | 前頭4  | 宇良     | 7勝8敗    |                      |
|               | 5勝10敗    | 平戸海   | 前頭5  | 阿武咲   | 6勝9敗    |                      |
|               | 5勝10敗    | 北青鵬   | 前頭6  | 王鵬     | 6勝9敗    |                      |
|               | 7勝8敗     | 髙安     | 前頭7  | 玉鷲     | 8勝7敗    |                      |
|               | 5勝10敗    | 佐田の海 | 前頭8  | 錦富士   | 5勝10敗   |                      |
|               | 8勝7敗     | 隆の勝   | 前頭9  | 北勝富士 | 12勝3敗   | 優勝同点 敢闘賞      |
|               | 7勝8敗     | 金峰山   | 前頭10 | 妙義龍   | 6勝9敗    |                      |
|               | 8勝7敗     | 琴恵光   | 前頭11 | 剣翔     | 5勝10敗   |                      |
|               | 6勝9敗     | 千代翔馬 | 前頭12 | 若隆景   | 全休      |                      |
| 新入幕 敢闘賞 | 10勝5敗    | 豪ノ山   | 前頭13 | 琴勝峰   | 7勝8敗    |                      |
|               | 6勝9敗     | 大翔鵬   | 前頭14 | 湘南乃海 | 10勝5敗   | 新入幕 敢闘賞        |
|               | 10勝5敗    | 竜電     | 前頭15 | 宝富士   | 9勝6敗    |                      |
|               | 10勝5敗    | 遠藤     | 前頭16 | 武将山   | 3勝12敗   | 再入幕               |
|               | 9勝6敗     | 碧山     | 前頭17 | 伯桜鵬   | 11勝4敗   | 新入幕 敢闘賞 技能賞 |

### 十両
| 東方   | 東方      | 東方   | 番付   | 西方     | 西方    | 西方   |
| 備考   | 成績      | 力士名 | 番付   | 力士名   | 成績    | 備考   |
| ------ | --------- | ------ | ------ | -------- | ------- | ------ |
|        | 9勝6敗    | 輝     | 十両1  | 熱海富士 | 11勝4敗 |        |
|        | 8勝7敗    | 狼雅   | 十両2  | 水戸龍   | 6勝9敗  |        |
|        | 4勝9敗2休 | 一山本 | 十両3  | 島津海   | 5勝10敗 |        |
|        | 7勝8敗    | 欧勝馬 | 十両4  | 東白龍   | 7勝8敗  |        |
|        | 10勝5敗   | 玉正鳳 | 十両5  | 北の若   | 10勝5敗 |        |
|        | 全休      | 藤青雲 | 十両6  | 東龍     | 7勝8敗  |        |
|        | 6勝9敗    | 白鷹山 | 十両7  | 美ノ海   | 8勝7敗  |        |
|        | 7勝8敗    | 貴健斗 | 十両8  | 天空海   | 7勝8敗  |        |
|        | 11勝4敗   | 大奄美 | 十両9  | 友風     | 10勝5敗 |        |
|        | 8勝7敗    | 千代栄 | 十両10 | 志摩ノ海 | 5勝10敗 |        |
|        | 8勝7敗    | 千代丸 | 十両11 | 對馬洋   | 3勝12敗 |        |
| 新十両 | 9勝6敗    | 獅司   | 十両12 | 英乃海   | 5勝10敗 |        |
| 新十両 | 7勝5敗3休 | 輝鵬   | 十両13 | 紫雷     | 8勝7敗  | 再十両 |
| 新十両 | 6勝9敗    | 勇磨   | 十両14 | 千代の海 | 4勝11敗 | 再十両 |

## 優勝争い
9日目を終えて、1敗で関脇・豊昇龍、平幕の錦木、北勝富士がトップに立った。
10日目には、豊昇龍が小結・琴ノ若に敗れ、2敗に後退。
11日目に、北勝富士が関脇・若元春に敗れ、2敗に後退。この時点で1敗で単独トップに立ったのは、錦木。2敗で豊昇龍、北勝富士、3敗で大栄翔、若元春、遠藤、伯桜鵬が追うこととなった。
12日目には、遠藤は琴ノ若に、大栄翔は玉鷲に、若元春も霧島に敗れ、4敗に後退。
豊昇龍と北勝富士の2敗同士の直接対決は北勝富士が猛攻の末、押し出しで勝利し、2敗を守る。
一方、錦木は新入幕の湘南乃海の小手投げに屈し、2敗に後退。
13日目、北勝富士は遠藤を圧倒し、2敗をキープ。錦木が伯桜鵬の内掛けに敗れ、3敗に後退。豊昇龍は霧島を寄り切り、3敗を守った。北勝富士が2敗で単独トップに立ち、それを3敗の豊昇龍、錦木、伯桜鵬が追うことになった。
14日目には、北勝富士は伯桜鵬と対戦、激戦となるものの土俵際の攻防を伯桜鵬が制した。
錦木は竜電との投げの打ち合いに敗れ、4敗。豊昇龍は若元春の注文相撲に対応し勝利。3敗で豊昇龍、北勝富士、伯桜鵬が並んだ。
千秋楽、北勝富士は錦木に勝利、3敗をキープ。直接対決となった豊昇龍と伯桜鵬は、豊昇龍が上手投げで勝利したことにより、豊昇龍と北勝富士の優勝決定戦となった。
決定戦では、両者押し合いの末、北勝富士の引きに乗じ、豊昇龍が押し出しで勝利。初優勝を決めた。

## 備考
照ノ富士は、4日目から休場。貴景勝は初日から休場となった。また、新大関・霧島は肋骨の負傷により、初日から休場。4日目から異例の再出場となった。二関脇を倒すなどの活躍も見せるものの、14日目に朝乃山に敗れ、実質的に負け越し。来場所カド番となった。
三賞は殊勲賞に錦木。2日目に照ノ富士を破るほか、大関とりの三関脇を破る活躍が評価された。
技能賞は新入幕ながら、多彩な技や左四つの形が評価された伯桜鵬が受賞。
敢闘賞は、優勝争いに絡んだ北勝富士、伯桜鵬が無条件受賞。
千秋楽の勝利を条件に、豊昇龍、琴ノ若、豪ノ山、湘南乃海が受賞対象となり、全員が勝利したことにより、受賞が決定した。
三賞受賞者7人、受賞数8つは歴代最多の記録である。
また、伯桜鵬の初土俵から4場所で三賞受賞は歴代最速。錦木の初土俵から103場所で三賞受賞は歴代最遅となり、奇しくも歴代最速と最遅の三賞受賞が同場所で出ることとなった。
大関とりに挑んだ三関脇は、豊昇龍が12勝3敗を記録し、場所後の大関昇進を確実なものとした。大栄翔と若元春は序盤から中盤にかけて星を伸ばすも、後半は相撲が崩れ、ともに9勝6敗で場所を終えることとなった。
十両は12日目を終え、友風が単独トップに立つも、13日目に熱海富士に敗れ、後退。14日目には4敗の大奄美が3敗の熱海富士を破るほか、友風も輝に敗れ、4敗となったことにより、3人が4敗で千秋楽となった。
友風は北の若に敗れ、5敗。熱海富士、大奄美が11勝4敗の優勝決定戦となり、熱海富士が勝利、十両優勝を決めた。